# Гога Кікачеїшвілі
Гога Кікачеїшвілі (груз. გოგა კიკაჩეიშვილი;31 серпня 1991) — грузинський футбольний арбітр. Судить матчі в Лізі Еровнулі. Арбітр ФІФА та УЄФА з 2021 року.

## Суддівська кар'єра
22 липня 2021 року Кікачеїшвілі відсудив свій перший матч у євро кубках між ФК РФС та Пушкаш Академією у другому кваліфікаційному раунді Ліги конференцій Європи УЄФА; закінчився з рахунком 3:0, а грузинський арбітр чотири рази показав жовту картку.
Свій перший міжнародний матч він провів 8 вересня 2023 року, коли Люксембург здобув перемогу над Ісландією з рахунком 3:1 завдяки голам Максима Шано, Івандро Боржес Саншеша, Данеля Сінані та голу Гакона Арнара Гаральдссона. Під час цієї гри Кікачеїшвілі показав шість жовтих карток, у тому числі дві ісландцю Хордуру Бьоргвіну Магнуссону.